# Soso Palelašvili
Iosef "Soso" Palelašvili (hebrejsky סוסו פללשווילי‎) (gruzínsky სოსო ფალელაშვილი), (* 6. září 1986 Gori Sovětský svaz) je bývalý reprezentant Izraele v judu. Jeho manželka je židovka.

## Sportovní kariéra
Do Izraele přijel v roce 2005 a připravoval se pod vedením Orena Smadži. Svou vlast v judu nereprezentoval.
V roce 2012 si zajistil účast na olympijských hrách v Londýně v izraelských barvách. Vypadl ve druhém kole s japonským favoritem Nakajou. Po olympijských hrách se vrátil do Gruzie. Žije v Gori, kde ve volném čase trénuje děti.

## Výsledky
| Turnaj             | 2008       | 2009       | 2010       | 2011       | 2012       |
| Turnaj             | 22         | 23         | 24         | 25         | 26         |
| Turnaj             | lehká váha | lehká váha | lehká váha | lehká váha | lehká váha |
| ------------------ | ---------- | ---------- | ---------- | ---------- | ---------- |
| Olympijské hry     | —          |            |            |            | úč.        |
| Mistrovství světa  |            | —          | —          | úč.        |            |
| Mistrovství Evropy | —          | —          | —          | úč.        | 3.         |
| ME do 23 let       | 5.         |            |            |            |            |